# Łusciczy
Łusciczy (biał. Лусцічы; ros. Лустичи, Łusticzi) – wieś na Białorusi, w obwodzie witebskim, w rejonie dokszyckim, w sielsowiecie Biehomla. W 2009 roku liczyła 26 mieszkańców.